# Lac Doris
Le lac Doris est un lac situé au centre de la péninsule Loranchet sur la Grande Terre, l'île principale des Kerguelen dans les Terres australes et antarctiques françaises.

## Géographie

### Situation
Le lac Doris est situé au centre de la péninsule Loranchet sur un petit plateau situé à 440 m d'altitude en surplomb du couloir Mangin et au pied du mont du Théodolite (754 m). De forme allongée, il s'étend sur environ 2 000 mètres de longueur et 550 mètres de largeur maximales dans une dépression du replat qui collecte les eaux de pluie et de fonte des neiges des reliefs environnants. Son exutoire, situé au nord-ouest, est une cascade qui alimente directement la rivière Mangin et le lac Marjolaine situé juste en contrebas.

### Toponyme
Le lac doit son nom – attribué en 1967 par la commission de toponymie des îles Kerguelen – au prénom de l'épouse d'Hervé Guichard, qui a réalisé pour l'Institut géographique national (IGN) la géodésie des Kerguelen entre 1961 et 1966.